# Vioolsonate (Serebrier)
José Serebrier componeerde zijn sonate voor viool solo in 1948; hij was toen 10.
Serebrier was toen net begonnen met het volgen van vioolles en wist van muziektheorie nog bijna niets; ook wist hij niet waar de term sonate voor stond. Hij componeerde het werk uit intuïtie. Het schijnt dat 15 jaar later een muziekanalist uit Texas er een essay over heeft geschreven, waarbij de gehele sonate werd ontleed.
Net zoals zijn ontstaan evolueert de sonate zich als vanzelf. Later zou hij dit werk gebruiken als basis voor zijn vioolconcert, dat later weer als basis diende voor Winterreise, een werk voor viool en orkest.
De sonate duurt ongeveer 12 minuten.

## Bron
- Uitgave van Naxos met commentaar van de componist.